# Christoff De Bolle
Christoff De Bolle, vooral bekend als kortweg Christoff (Ninove, 18 juni 1976), is een Vlaamse zanger en radiopresentator. Hij scoorde in Vlaanderen vele hits, waaronder We Nemen Elkaar Zoals We Zijn (1996), Als Ik In Je Blauwe Ogen Kijk (2007), Een Ster (2008) en Zeven Zonden (2008) en natuurlijk Sweet Carline (2011) 
Zijn zus Lindsay is eveneens zangeres en met haar zong Christoff diverse duetten. Naast zijn solocarrière is Christoff sinds 2015 ook onderdeel van het schlagertrio Klubbb3. 

## Carrière
Op 12-jarige leeftijd nam Christoff zanglessen en zong hij in het kerkkoor van Hemelrijk. Op zijn vijftiende deed hij mee aan het VTM-programma Soundmixshow met een vertolking van het nummer Voor jou van Luc Steeno. Christoff volgde tot zijn zestiende jaar onderwijs aan het IKSO van Denderleeuw.

### Eerste albums
'k Voel Me Zo Goed was de eerste single van Christoff en werd uitgebracht in 1991. Het was een vertolking van het nummer I Promised Myself van Nick Kamen. In dezelfde periode verschenen ook de singles Hals Over Kop, Liefde Is Meer Dan Een Woord en Door Regen en Door Wind, waarvan de laatste twee allebei duetten zijn met zijn zus Lindsay. In 1993 nam Christoff met het nummer Zend Een S.O.S. deel aan Eurosong, de Belgische preselectie voor het Eurovisiesongfestival. Hij kwam echter niet door de voorronde heen.
In 1995 verscheen Christoff zijn debuutalbum Liefde is meer dan een woord, waarop alle tot dan toe uitgebrachte singles kwamen te staan. In datzelfde jaar scoorde hij een hit met het nummer Onder de toren, een voorloper van zijn eerste studioalbum Intro. Dit album, dat in 1996 verscheen, leverde met De levensgenieter, Verdrinken in je ogen en We nemen elkaar zoals we zijn (een duet met Lindsay) nog een aantal hits op. Het album behaalde de gouden status.
In 1997 werd het derde album van Christoff op de markt gebracht, getiteld In volle vlucht. Van dit album kwamen onder meer de singles Kopje onder, Koning clown en Samen dromen. In de zomer van 1998 was de zanger wederom succesvol met Een optimist. Met dat nummer stond hij een hele zomer op het podium van het VTM-programma Tien Om Te Zien. Omdat de millenniumwisseling voor de deur stond, besloot Christoff zijn vierde album Millennium te noemen. Ook het nummer M'n engelbewaarder waarmee Christoff in 1999 op het Tien Om Te Zien-podium te vinden was, staat op deze cd.

### 10-jarig jubileum
In 2001 zat Christoff tien jaar in het artiestenvak. Om dit feit te vieren kwam er een nieuwe single op de markt: Zoveel vrouw als jij. Ook verscheen een verzamelalbum, getiteld 10 jaar!. Hierop stonden alle hits die hij op dat moment had gehad. In 2002 deed Christoff opnieuw een poging om voor België naar het Eurovisiesongfestival te gaan, dit keer met het lied Op naar de top. Net als negen jaar eerder werd hij echter in de voorrondes uitgeschakeld.

### Nummer 1-hits
Na een wat rustigere periode zette Christoff zichzelf in 2006 opnieuw op de kaart met de single Eenmaal komt voor jou die dag. Het jaar erop verscheen het album Blauwe ogen en werden de meezingers Ja jij en Als ik in je blauwe ogen kijk hits. Laatstgenoemd nummer werd zijn eerste nummer 1-hit in de Vlaamse Top 10.
2008 was een uitermate gunstig jaar voor Christoff. Met Een ster scoorde hij zijn eerste nummer 1-hit in de reguliere Ultratop 50. Vervolgens had hij een grote zomerhit met Zeven zonden en het gelijknamige album behaalde de platina status. Voor de kerst verscheen een gelimiteerde oplage van Zeven zonden. Daarop stond ook een duet met Bing Crosby: een nieuwe versie van de klassieker White Christmas.
Ook in 2009 en 2010 bleef Christoff prominent aanwezig in de top van de Vlaamse hitparades. Singles als In 100.000 jaren, Miljonair, Je maakt me zo gek en 't Is weer tijd voor de polonaise werden stuk voor stuk top 10-hits in de Ultratop 50 en nummer 1-hits in de Vlaamse Top 10. Zijn album 1001 nachten (2009) leverde hem bovendien zijn eerste nummer 1-notering op in de Vlaamse albumlijst en werd bekroond met platina.
In 2011 werd Christoff voor het eerst onderscheiden met een MIA in de categorie "Vlaams populair". Ook in 2013, 2014 en 2016 won hij deze prijs.

### Christoff & vrienden
In 2011 bracht Christoff een duettenalbum uit waarop hij samenwerkte met onder anderen Jo Vally, Luc Steeno, Willeke Alberti, Dana Winner, Lindsay en The Sunsets. Hij kreeg voor dit album, getiteld Christoff & vrienden, een dubbele platina plaat. Eind 2012 verscheen een live-versie van dit album, opgenomen in de Ethias Arena in Hasselt.
Een nieuw duettenalbum volgde in 2013: Christoff & vrienden 2. Op dit album staan duetten met onder andere Rob de Nijs, Corry Konings, Lindsay en De Romeo's. De eerste twee singles van het album waren Zeg maar niets meer (een duet met André Hazes jr.) en Alles kan een mens gelukkig maken (een samenwerking met René Froger). Vier weken na de release werd het album onderscheiden met een gouden plaat voor 10.000 verkochte exemplaren. Er kwam ook een tweede concert in de Ethias Arena met de titel "Christoff & vrienden XL", waarop al zijn muzikale vrienden van het album en ook Jan Smit te gast waren. Dit concert werd ook op cd uitgebracht.
In september 2012 werd Christoff presentator van de nieuw leven ingeblazen versie van de Vlaamse top 10, op zondagmiddag op Radio 2.

### Verdere successen
In 2014 bracht Christoff het album Altijd onderweg uit. Het was zijn eerste album in vijf jaar tijd met uitsluitend nieuwe nummers en zonder duetten. Na vier weken op nummer 1 in de Vlaamse albumlijst haalde het de kaap van 10.000 verkochte exemplaren, waarvoor hij een gouden plaat kreeg. In juni 2015 werd het album platina. De single M'n beste vriend werd van dit album de grootste hit.
Eind oktober 2014 bracht Christoff samen met Will Tura een verzamelalbum uit in de reeks "Back to back", een dubbel-cd die steeds een compilatie weergeeft van de grote hits van twee artiesten in eenzelfde genre. Dit gebeurde naar aanleiding van een aantal concerten die Christoff en Tura gaven in o.a. Vorst Nationaal en de Ethias Arena. Voor het album nam Christoff het nummer Onze Vader op. Het album werd onderscheiden met een platina plaat voor de verkoop van 20.000 stuks.
In 2015 nam Christoff deel aan het televisieprogramma Liefde voor muziek. Hij boekte hierin successen met vertolkingen van Ik ben niet de bank (origineel van Slongs Dievanongs) en Vaarwel (origineel van Tom Helsen). Zijn eigen hit Een ster werd vertolkt door Stan Van Samang, die er een grote hit mee scoorde.
Na een kerstalbum later dat jaar, kwam in 2016 Hou me vast uit. Op dit studioalbum staan onder andere de singles Vergeven kan, vergeten niet, Jij bent mijn hartslag en Een dag vol liefde. Ook bevat het album een duet met Gerard Joling. In maart 2018 was hij te gast bij het jubileumconcert van Jan Smit in de Lotto Arena.

### Nieuwe stijl
In 2021 wisselde Christoff van platenfirma en koos hij met een nieuwe band voor een ander geluid, waarbij hij de typische schlagersound vermengde met pop. De single Als je bij me bent werd uitgebracht als voorloper van het nieuwe studioalbum Dit ben ik, dat echter pas in oktober 2023 verscheen. Het album werd geproduceerd door Edwin van Hoevelaak en de titelsong werd mede geschreven door Alides Hidding.
Vanaf het najaar van 2023 maakte Christoff een concerttournee door Vlaanderen met repertoire van Will Tura. Hiervan werd ook een livealbum uitgebracht: Christoff zingt Tura. Ter ere van zijn ruim dertigjarige carrière gaf Christoff in 2024 een groot concert in de Antwerpse Lotto Arena en werden zijn eerste vijf studioalbums gezamenlijk heruitgegeven in de verzamelbox 30.
In september 2024 trad Christoff op voor Paus Franciscus tijdens diens bezoek aan België.

### Duitstalig werk
Christoff is ook populair in Duitsland, met Duitstalige versies van Nederlandstalige liedjes. Zijn eerste album, Blaue Augen (naar 'Blauwe ogen') uit 2009, sloeg er direct aan. In juni van 2010 kwam dan ook zijn tweede album in Duitsland uit, getiteld Das geht klar, gevolgd door het album Feuerwerk in 2012. 

#### Klubbb3
In de zomer 2015 kwam de Nederlandse muziekmanager Jaap Buijs met het idee om een feestgroep op te richten, bestaande uit Christoff, de Nederlandse zanger Jan Smit en de Duitse presentator en zanger Florian Silbereisen. De groep kreeg de naam Klubbb3. Het debuutalbum Vorsicht unzensiert! uit januari 2016 was een succes met top 5-noteringen in Duitsland en Oostenrijk en een zesde plaats in de Vlaamse albumlijst. Het album stond eveneens in Nederland en Zwitserland genoteerd. De debuutsingle Du schaffst das schon bereikte de hitlijsten in enkele landen. De band werd op 10 januari 2016 onderscheiden met de smago! Award, een belangrijke prijs in Duitsland in de schlagermuziek. Op 7 januari 2017 werden ze onderscheiden met de prijs Die Eins der Besten in de categorie Band des Jahres. De prijs werd uitgereikt tijdens de ARD-televisieshow Schlager-Champions - Das große Fest der Besten.
Begin 2017 kwam Klubbb3 met hun tweede album Jetzt geht's richtig los! op nummer 1 binnen in Duitsland. In Oostenrijk, Zwitserland en Vlaanderen bereikte het album een top 3-notering. Het nummer Das Leben tanzt Sirtaki werd in een Nederlandstalige versie (Het leven danst sirtaki) op single uitgebracht in Nederland en Vlaanderen. Ondanks het succes van de groep is Klubbb3 sinds 2020 inactief.

## Discografie

### Albums
| Album met hitnotering(en) in de Vlaamse Ultratop 200 albums | Datum van verschijnen | Datum van binnenkomst | Hoogste positie | Aantal weken | Opmerkingen             |
| ----------------------------------------------------------- | --------------------- | --------------------- | --------------- | ------------ | ----------------------- |
| Liefde is meer dan een woord 1991-1995                      | 1995                  |                       |                 |              | Verzamelalbum           |
| Intro                                                       | 1996                  | 01-06-1996            | 13              | 18           | Goud                    |
| In volle vlucht                                             | 1997                  | 29-11-1997            | 31              | 2            |                         |
| Millennium                                                  | 1999                  | 01-05-1999            | 24              | 6            |                         |
| 10 Jaar                                                     | 27-04-2001            | -                     |                 |              | Verzamelalbum           |
| Blauwe ogen                                                 | 13-07-2007            | 21-07-2007            | 3               | 19           | Goud                    |
| Zeven zonden                                                | 11-07-2008            | 19-07-2008            | 2               | 30           | Platina                 |
| Goud van hier                                               | 29-05-2009            | -                     |                 |              | Verzamelalbum           |
| Blaue Augen                                                 | 07-2009               | 18-07-2009            | 93              | 1            |                         |
| 1001 nachten                                                | 10-07-2009            | 18-07-2009            | 1(2wk)          | 27           | Platina                 |
| Das geht klar                                               | 04-06-2010            | -                     |                 |              |                         |
| Alle hits                                                   | 19-07-2010            | 31-07-2010            | 1(3wk)          | 32           | Verzamelalbum / Platina |
| Christoff & vrienden                                        | 11-07-2011            | 23-07-2011            | 1(1wk)          | 37           | Platina                 |
| Christoff & vrienden - Live in concert                      | 30-11-2012            | 08-12-2012            | 3               | 33           | 2X Platina              |
| Feuerwerk                                                   | 1-06-2012             | -                     | -               | -            |                         |
| Christoff & vrienden 2                                      | 12-07-2013            | 20-07-2013            | 1(3wk)          | 30           | Goud                    |
| Christoff & vrienden XL deluxe edition live CD+DVD          | 02-12-2013            | 13-12-2013            | 5               | 8            | Goud                    |
| Altijd onderweg                                             | 11-07-2014            | 26-07-2014            | 1(4wk)          | 46           | Platina                 |
| Back to back                                                | 27-10-2014            | 08-11-2014            | 1(1wk)          | 49           | met Will Tura / Platina |
| Kerstmis met jou                                            | 18-11-2015            | 21-11-2015            | 3               | 40           | Goud                    |
| Hou me vast                                                 | 11-07-2016            | 16-07-2016            | 1(4wk)          | 39           | Goud                    |
| De hits                                                     | 10-10-2017            | 21-10-2017            | 5               | 45           | Verzamelalbum           |
| Duetten                                                     | 14-09-2018            | 22-09-2018            | 5               | 20           |                         |
| Dit ben ik                                                  | 06-10-2023            | 14-10-2023            | 3               | 15           |                         |
| Christoff zingt Tura                                        | 15-12-2023            | 23-12-2023            | 6               | 13           | Livealbum               |
| 30                                                          | 04-10-2024            | 12-10-2024            | 18              | 6*           | Verzamelbox             |

### Singles
| Single met hitnotering(en) in de Vlaamse Ultratop 50 | Datum van verschijnen | Datum van binnenkomst | Hoogste positie | Aantal weken | Opmerkingen                                                                  |
| ---------------------------------------------------- | --------------------- | --------------------- | --------------- | ------------ | ---------------------------------------------------------------------------- |
| Liefde is meer dan een woord                         | 1993                  | 27-03-1993            | 50              | 1            | met Lindsay / Nr. 7 in de Vlaamse Top 10                                     |
| Ik beleef het allemaal opnieuw                       | 1995                  | 09-09-1995            | 38              | 2            | Nr. 9 in de Vlaamse Top 10                                                   |
| De levensgenieter                                    | 1996                  | 03-02-1996            | 36              | 8            | Nr. 10 in de Vlaamse Top 10                                                  |
| Verdrinken in je ogen                                | 1996                  | 27-04-1996            | 28              | 13           | Nr. 28 in de Radio 2 Top 30 Nr. 5 in de Vlaamse Top 10                       |
| We nemen elkaar zoals we zijn                        | 1996                  | 21-09-1996            | 13              | 13           | met Lindsay / Nr. 13 in de Radio 2 Top 30 Nr. 4 in de Vlaamse Top 10         |
| Dat kleine stukje straat                             | 1996                  | 28-12-1996            | 42              | 1            |                                                                              |
| Koning clown                                         | 1997                  | 05-04-1997            | tip6            | -            |                                                                              |
| Kopje onder                                          | 1997                  | 06-09-1997            | 31              | 12           | Nr. 6 in de Vlaamse Top 10                                                   |
| Samen dromen                                         | 1997                  | 13-12-1997            | tip14           | -            |                                                                              |
| Gevoelens                                            | 1998                  | 04-04-1998            | tip16           | -            | Nr. 10 in de Vlaamse Top 10                                                  |
| Een optimist                                         | 1998                  | 01-08-1998            | 44              | 5            | Nr. 6 in de Vlaamse Top 10                                                   |
| Dans le jardin de Sainte Cathérine                   | 1998                  | 07-11-1998            | tip8            | -            | Nr. 5 in de Vlaamse Top 10                                                   |
| M'n engelbewaarder                                   | 1999                  | 13-03-1999            | tip10           | -            | Nr. 5 in de Vlaamse Top 10                                                   |
| Verslaafd aan jou                                    | 1999                  | 31-07-1999            | tip9            | -            | Nr. 6 in de Vlaamse Top 10                                                   |
| Ik geef je wat ik geven kan                          | 1999                  | 20-11-1999            | tip11           | -            | met Lindsay / Nr. 4 in de Vlaamse Top 10                                     |
| Zoveel vrouw als zij                                 | 2001                  | 28-07-2001            | tip16           | -            | Nr. 6 in de Vlaamse Top 10                                                   |
| Op naar de top                                       | 2002                  | 30-03-2002            | tip13           | -            | Nr. 4 in de Vlaamse Top 10                                                   |
| Eenmaal komt voor jou die dag                        | 2006                  | 24-06-2006            | 18              | 11           | Nr. 13 in de Radio 2 Top 30 Nr. 4 in de Vlaamse Top 10                       |
| Ja jij!                                              | 2007                  | 05-05-2007            | 48              | 1            | Nr. 6 in de Vlaamse Top 10                                                   |
| Als ik in je blauwe ogen kijk                        | 2007                  | 23-06-2007            | 2               | 11           | Nr. 1 in de Vlaamse Top 10                                                   |
| Een ster                                             | 2008                  | 05-04-2008            | 1(1wk)          | 8            | Nr. 1 in de Vlaamse Top 10                                                   |
| Zeven zonden                                         | 2008                  | 05-07-2008            | 2               | 14           | Nr. 1 in de Vlaamse Top 10                                                   |
| Witte Kerstmis / White Christmas                     | 2008                  | 06-12-2008            | 4               | 5            | met Bing Crosby / Nr. 1 in de Vlaamse Top 10                                 |
| In 100.000 jaren                                     | 2009                  | 14-03-2009            | 5               | 6            | Nr. 1 in de Vlaamse Top 10                                                   |
| Miljonair                                            | 2009                  | 13-06-2009            | 9               | 7            | Nr. 1 in de Vlaamse Top 10                                                   |
| Zaterdagavond                                        | 2009                  | 03-10-2009            | 5               | 5            | met Dennie, Mieke & Lindsay / Nr. 3 in de Vlaamse Top 10                     |
| Je maakt me zo gek!                                  | 2010                  | 13-03-2010            | 5               | 6            | Nr. 1 in de Vlaamse Top 10                                                   |
| 't Is weer tijd voor de polonaise                    | 13-08-2010            | 23-08-2010            | 7               | 4            | Nr. 1 in de Vlaamse Top 10                                                   |
| Niemand laat zijn eigen kind alleen                  | 04-03-2011            | 19-03-2011            | 5               | 7            | met Willeke Alberti / Nr. 13 in de Radio 2 Top 30 Nr. 1 in de Vlaamse Top 10 |
| Mijn nr. 1                                           | 17-06-2011            | 02-07-2011            | 18              | 4            | met The Sunsets / Nr. 11 in de Radio 2 Top 30 Nr. 1 in de Vlaamse Top 10     |
| Sweet Caroline                                       | 16-09-2011            | 08-10-2011            | 30              | 3            | Nr. 21 in de Radio 2 Top 30 Nr. 1 in de Vlaamse Top 10                       |
| 1000 sterren hotel                                   | 2012                  | 14-07-2012            | 43              | 2            | Nr. 2 in de Vlaamse Top 10                                                   |
| Omdat ie zo mooi is                                  | 2012                  | 24-11-2012            | tip7            | -            | Nr. 6 in de Vlaamse Top 10                                                   |
| Sierra madre del sur (live)                          | 2013                  | 19-01-2013            | tip55           | -            | met Jo Vally                                                                 |
| Zeg maar niets meer                                  | 2013                  | 30-03-2013            | 33              | 4            | met André Hazes jr. / Nr. 1 in de Vlaamse Top 10                             |
| Alles kan een mens gelukkig maken                    | 2013                  | 13-07-2013            | tip7            | -            | met René Froger / Nr. 5 in de Vlaamse Top 10                                 |
| Kom in mijn armen                                    | 2013                  | 05-10-2013            | 44              | 1            | met Lindsay / Nr. 1 in de Vlaamse Top 10                                     |
| Ik hoor bij jou / El ritmo de la passion             | 2013                  | 13-12-2013            | tip5            | -            | met Belle Perez / Nr. 1 in de Vlaamse Top 10                                 |
| M'n beste vriend                                     | 2014                  | 06-06-2014            | 36              | 2            | Nr. 1 in de Vlaamse Top 10                                                   |
| Voor jou                                             | 2014                  | 06-09-2014            | tip4            | -            | Nr. 2 in de Vlaamse Top 50                                                   |
| Onze vader                                           | 2014                  | 08-11-2014            | 22              | 4            | Nr. 1 in de Vlaamse Top 50                                                   |
| In de zevende hemel                                  | 2015                  | 07-03-2015            | tip12           | -            | Nr. 4 in de Vlaamse Top 50                                                   |
| Ik ben toch geen bank (live)                         | 2015                  | 04-04-2015            | 17              | 2            | Uit Liefde voor muziek / Nr. 4 in de Vlaamse Top 50                          |
| Vaarwel (live)                                       | 2015                  | 25-04-2015            | 6               | 4            | Uit Liefde voor muziek / Nr. 2 in de Vlaamse Top 50                          |
| Vergeven kan, vergeten niet                          | 2015                  | 20-06-2015            | 35              | 1            | Nr. 4 in de Vlaamse Top 50                                                   |
| Kerstmis vier je niet alleen                         | 2015                  | 28-11-2015            | tip5            | -            | Nr. 7 in de Vlaamse Top 50                                                   |
| Ik ben geboren om van jou te houden                  | 2016                  | 19-03-2016            | tip14           | -            | Nr. 7 in de Vlaamse Top 50                                                   |
| Jij bent mijn hartslag                               | 2016                  | 09-07-2016            | tip4            | -            | Nr. 7 in de Vlaamse Top 50                                                   |
| Ogen weer geopend                                    | 2016                  | 29-10-2016            | tip26           | -            | Nr. 12 in de Vlaamse Top 50                                                  |
| Een dag vol liefde                                   | 2016                  | 17-12-2016            | tip20           | -            | Nr. 14 in de Vlaamse Top 50                                                  |
| Dronken van liefde                                   | 2017                  | 16-09-2017            | tip34           | -            | Nr. 17 in de Vlaamse Top 50                                                  |
| Door jou (Nieuw geluk)                               | 2017                  | 18-11-2017            | tip9            | -            | Nr. 8 in de Vlaamse Top 50                                                   |
| Stapel op jou                                        | 2018                  | 18-08-2018            | tip12           | -            | Nr. 10 in de Vlaamse Top 50                                                  |
| Als je bij me bent                                   | 2021                  | 01-05-2021            | tip13           | -            | Nr. 10 in de Vlaamse Top 50                                                  |

### Overige singles (zonder hitnotering)
- 'k Voel me zo goed (1991)
- Hals over kop (1992)
- Door regen en door wind (1992, duet met Lindsay)
- Zend een S.O.S.! (1993)
- Lach naar mij (1993)
- Terug naar de zon (1994)
- Onder de toren (1995, Nr. 8 in de Vlaamse Top 10)
- Ik geef me helemaal (2000, Nr. 6 in de Vlaamse Top 10)
- Wil je nooit vergeten (2000)
- Dédé mon copain (2000)
- Vrienden voor het leven (2001, Nr. 8 in de Vlaamse Top 10)
- Amor amor amor (2002)
- Jij leeft in mij (2004, duet met Lindsay)
- Daar zijn geen woorden voor (2006)
- Dans klein zigeunermeisje (2007)
- Ga nooit meer van huis (2009)
- Een droom voor alle mensen (2010)
- Een ster die voor ons schijnt (2015)
- Het licht uitdoen (2022, Nr. 19 in de Vlaamse Top 30)
- Ik heb 3 haren op m'n borst, ik ben een beer! (2023, met Die Dumonts, Nr. 25 in de Vlaamse Top 30)
- Dit ben ik (2023, Nr. 13 in de Vlaamse Top 30)
- Stop (2023, Nr. 8 in de Vlaamse Top 30)
- Terug bij mij (2024, Nr. 15 in de Vlaamse Top 30)

## Prijzen
- 2007: Gouden plaat voor zijn album Blauwe ogen.
- 2008: Platina plaat voor zijn album Zeven zonden.
- 2009: Platina plaat voor zijn album 1001 nachten.
- 2010: Carrière Award voor 20 jaar carrière en meer dan 100.000 verkochte albums.
- 2010: Platina plaat voor zijn album Alle hits.
- 2010: Multi platina plaat voor 100.000 verkochte cd's van 4 albums.
- 2011: MIA in de categorie "Vlaams populair".
- 2011: Platina plaat voor zijn album Christoff & vrienden.
- 2011: Radio 2 Zomerhit "Beste performance" voor zijn "Christoff & vrienden-show" in de Ethias Arena.
- 2012: Anne Vlaamse Muziek Award voor beste "mannelijke artiest-schlager".
- 2012: Radio 2 Zomerhit voor "Beste mannelijke artiest".
- 2013: Anne Vlaamse Muziek Award voor beste "mannelijke artiest-schlager".
- 2013: Gouden plaat voor zijn album Christoff & vrienden 2.
- 2013: Radio 2 Zomerhit voor "Beste mannelijke artiest".
- 2013: 2 maal platina voor zijn Christoff & vrienden-reeks.
- 2013: MIA in de categorie "Vlaams populair".
- 2014: Gouden plaat voor zijn album Christoff & vrienden XL (live CD + DVD).
- 2014: speciale prijs voor 200.000 verkochte albums van zijn cd's Blauwe ogen, Zeven zonden, 1001 nachten, Alle hits, Christoff & vrienden en Christoff & vrienden 2.
- 2014: Gouden plaat voor zijn album Altijd onderweg.
- 2014: Radio 2 Zomerhit voor "Beste mannelijke artiest".
- 2014: trofee van Vlapo voor "beste zanger".
- 2014: MIA in de categorie "Vlaams populair".
- 2014: Gouden plaat voor het album Back to back (samen met Will Tura).
- 2015: Platina plaat voor het album Back to back (samen met Will Tura).
- 2015: Platina plaat voor zijn album Altijd onderweg.
- 2015: Radio 2 Zomerhit voor "Beste ambiance".
- 2015: Gouden plaat voor zijn album Kerstmis met jou.
- 2016: MIA in de categorie "Vlaams populair".
- 2016: Gouden plaat voor zijn album Hou me vast.

## Filmografie
- The Big Bang (2023) - als kandidaat samen met Lindsay De Bolle
- De Code van Coppens (2019-2020) - samen met Niels Albert (2019) en Lindsay De Bolle (2020)
- Stukken van Mensen (2019) - als zichzelf
- H.I.T. (2017) - als zichzelf
- Das Traumschiff (2017) - als Christoff Engler
- Beste Kijkers (2014, 2020) - als pannellid
- Lang Leve (2013)
- De Kotmadam (2012) - als zichzelf

| Films als stem acteur | Films als stem acteur                              | Films als stem acteur |
| Jaar                  | Productie                                          | Rol                   |
| --------------------- | -------------------------------------------------- | --------------------- |
| 2022                  | 2 kleine kleutertjes: Een dag om nooit te vergeten | Oom Bob               |

## Privé
Christoff had gedurende zeven jaar een relatie met een stagiair bij kinderdagverblijf Fabeltjesland in Dendermonde (dat in 2009 in het nieuws kwam vanwege een steekpartij). In augustus 2014 werd bekend dat de twee uit elkaar waren. Een jaar later werd bekend dat Christoff een relatie had met een andere man.